# 日本龙常草
日本龙常草（学名：Diarrhena japonica），为禾本科龙常草属下的一个植物种。